# Новий Мир (Поспєлихинський район)
Но́вий Мир (рос. Новый Мир) — селище у складі Поспєлихинського району Алтайського краю, Росія. Входить до складу Красноярської сільської ради.

## Населення
Населення — 51 особа (2010; 108 у 2002).
Національний склад (станом на 2002 рік):
- росіяни — 98 %